# The Very Hungry Caterpillars
«The Very Hungry Caterpillars» (укр. «Дуже голодні гусені») — двадцята серія тридцять четвертого сезону мультсеріалу «Сімпсони», прем'єра якої відбулась 7 травня 2023 року у США на телеканалі «Fox».

## Сюжет
За сніданком Мардж намагається нагодувати Меґґі млинцями. Однак, та відмовляється їсти, бо Мардж не полила їх соусом ранч.
Після цього вся сім'я отримує екстрене сповіщення з проханням увімкнути телевізор. Кент Брокман оголошує, що до міста прибув рій гусені, укуси яких викликають надзвичайний свербіж і біль. Мер Квімбі встановлює у Спрінґфілді режим локдауна, доки ситуація не буде вирішена. Сімпсони починають панікувати…

Пітер з Агнес ображає Сеймура

Наступного дня Спрінгфілдська початкова школа починає дистанційне навчання. Після закінчення навчального дня директор Скіннер залишає свою вебкамеру увімкненою, що дозволяє Барту шпигувати за ним. Разом із Сеймуром і його матір'ю карантин відбуває і кузен Скіннера Пітер. Він любо балакає з Агнес і ображає Сеймура.
Коли закінчується ранч, Мардж намагається змусити Меґґі спробувати інші соуси. Малеча відмовляється, тож Мардж просить Гомера піти й подивитися, чи є щось у Неда Фландерса. Нед, який заздалегідь приготувався до апокаліпсиса, охоче приймає Гомера. Однак, коли Сімпсон починає їсти запаси Неда, той згадує, як Гомер крав їжу в нього і його дітей, що просто бісить Неда. Він дає Гомеру лише маленьку чашку ранчу. Не витримуючи крику Меґґі, Мардж вирішує разом з Гомером увірватися в будинок Фландерса і викрасти його соус.
Тим часом Ліса замикається в кімнаті наводячи паніку, що локдаун може тривати місяцями. Дівчинка захоплюється читанням новин про карантин і все більше хвилюється через це. Щоб відволікти доньку, батьки вирішили завчасно подарувати Лісі її різдвяний подарунок — ігровий набір Стейсі Малібу. Ліса починає гратися, але починає уявляти, що ляльки ожили і нагадують про карантин…
Барт та інші діти продовжують дивитися трансляцію з дому Скіннера, де Агнес вирішує віддати родину ковдру Скіннерів Пітеру, незважаючи на те, що раніше вона обіцяла це Сеймуру. Усі починають шкодувати Скіннера, і вони вирішують, що повернуть йому ковдрочку.
Коли Ліса повертається до своїх ляльок, вона виявляє, що вони будують бар'єр проти гусені. Потім вона уявляє, що ляльки зменшують її до їхнього розміру, щоб вона могла приєднатися до них.

Мардж і Гомер вломлюються до Фландерса

Тієї ночі Гомер і Мардж починають вторгнення, але Гомер збиває консервну банку з полиці. Фландерс спускається перевірити шум, і Гомер відволікає його, щоб дозволити Мардж втекти. Гомер і Нед починають битися, і Нед намагається втопити Сімпсона в бочці з приправами для ранчу.
Тим часом Барт та інші діти вигадали план повернути ковдру Скіннера, але план не виходить. Тоді Пітер розповідає, що обдурював Агнес, що підслуховують Сеймур з матір'ю. Агнес виганяє Пітера з дому та віддає ковдрочку Сеймурові.
У підвалі Неда Мардж повертається і рятує Гомера, нагадуючи Недові, що він — хороша людина. Нед розуміє, що він робив неправильно, і дозволяє Сімпсонам взяти ранч.

Ліса допомагає лялькам

Тим часом Ліса допомагає лялькам зробити барикаду, але одна з гусениць проникає всередину. Ліса кидає гусениці шматочок салату зі свого гамбургера, що гусінь охоче їсть. Тоді дівчинка розуміє, що гусениця — насправді мила, і її страхи зникають, через що вона нарешті припиняє уявляти свою гру.
У фінальній сцені п'ятого дня всі гусені закоконилися, і локдаун закінчився. Однак, коли кокони вилуплюються, з них вилуплюються рої метеликів, знову замикаючи все місто у будинках…
У сцені під час титрів показано, що на наступний Гомер викрав у Неда пароль до стримінг-сервіса «Богфлікс», і сім'я разом дивиться християнські програми.

## Культурні відсилання та цікаві факти
- Коли Нед уявляє, як Гомер краде їжу в його родини, звучить мелодія «Земля шоколаду» із серії 3 сезону «Burns Verkaufen der Kraftwerk»[1].
- Стримінговий сервіс «Богфлікс» ― пародія на «Netflix»
  - Назва шоу «Breaking Bread» (укр. «Відламати хліба») ― відсилання до серіалу «Breaking Bad» (укр. «Пуститися берега»)[1].
  - Назва шоу «Curb Your Agnosticism» (укр. «Угамуй свій агностицизм») ― відсилання до серіалу «Curb Your Enthusiasm» (укр. «Угамуй свій запал»)[1].

## Ставлення критиків і глядачів
Під час прем'єри серію переглянули 0,82 млн осіб, з рейтингом 0.2, що зробило її найпопулярнішим шоу на каналі «Fox» тієї ночі.
Тоні Сокол з «Den of Geek» оцінив серію на чотири з п'яти зірок, сказавши, що серія — «надзвичайно смішна, з чудовим висновком: рухайтеся далі і нічого не навчайтеся… Найефективніша комедія працює в триплетах…»
Реян Мішра з «TheReviewGeek» оцінив серію на три з половиною з п'яти зірок, сказавши:
|  | Багато непрактичної уяви та трохи гумору з кількома головними реченнями. Сюжет, у центрі якого лежить рій гусені, здається якимось нездійсненним, але творці виконали велику роботу. Розповідь пропонує легкі розваги, і є події, які привертають нашу увагу. Промова Ліси наприкінці завершує епізод майже ідеальним чином, оскільки все складається, щоб мати сенс. |

Згідно з голосуванням на сайті The NoHomers Club більшість фанатів оцінили серію на 4/5 із середньою оцінкою 3,62/5.